# Kōjimachi
Kōjimachi (麹町, également 麴町) est un quartier de l'arrondissement de Chiyoda, à Tokyo.
Avant l'arrivée au pouvoir de Tokugawa Ieyasu, il était connu sous le nom de Kōjimura (糀村). Le quartier fut développé par des citadins, les chōnin (町人), qui s'établirent le long de la route Kōshū Kaidō (甲州街道). En 1878, Kōjimachi est devenu l'un des arrondissements de la ville de Tōkyō, précurseur de Chiyoda, qui fait maintenant partie de l'un des 23 arrondissements spéciaux de Tōkyō.
L'arrondissement originel de Kōjimachi était plus grand que l'actuel Kōjimachi. Le quartier de Kōjimachi et les quartiers voisins de Banchō, Kudanminami, Kioichō, Hirakawachō et Hayabusachō, sont parfois appelés quartier de Kōjimachi (麹町地区).

## Principaux lieux
- Sony Music Entertainment Japan
- Ambassade d'Irlande
- La Nippon Television a son siège dans ce quartier, et possède encore des bureaux dans l'immeuble de son ancien siège
- Tokyo FM Hall
- Tokyo Metropolitan Television
- Tokaido Co., fabricant d'uniformes de karaté
- Stations de métro Hanzōmon (ligne Hanzōmon) et Kōjimachi (ligne Yūrakuchō)

La succursale japonaise de la société Sunoco a son siège dans le Trusty Kojimachi Building à Kōjimachi.
Lorsque Bandai Visual a débuté en août 1983, son siège se trouvait à Kōjimachi. En décembre de la même année son siège fut déplacé à Roppongi, à Minato-ku.